# John Taylor (pintor)
John Taylor (c. 1580-1653) fue un artista inglés considerado el más probable autor del retrato Chandos de William Shakespeare. Todas las demás pinturas de John Taylor se han perdido desde entonces.

## Primeros años
Taylor nació alrededor de 1580 y probablemente fue actor infantil en el grupo Children of Paul's a finales de la década de 1590. Aunque ciertamente había un niño actor con ese nombre en la compañía, no se puede probar que fuera el artista. La conexión se basa en la afirmación de George Vertue de que el artista también era actor. Es posible que haya surgido confusión con el conocido actor Joseph Taylor, quien también comenzó su carrera como actor infantil. Vertue también afirma que Taylor era un "amigo íntimo" de Shakespeare.

## Carrera

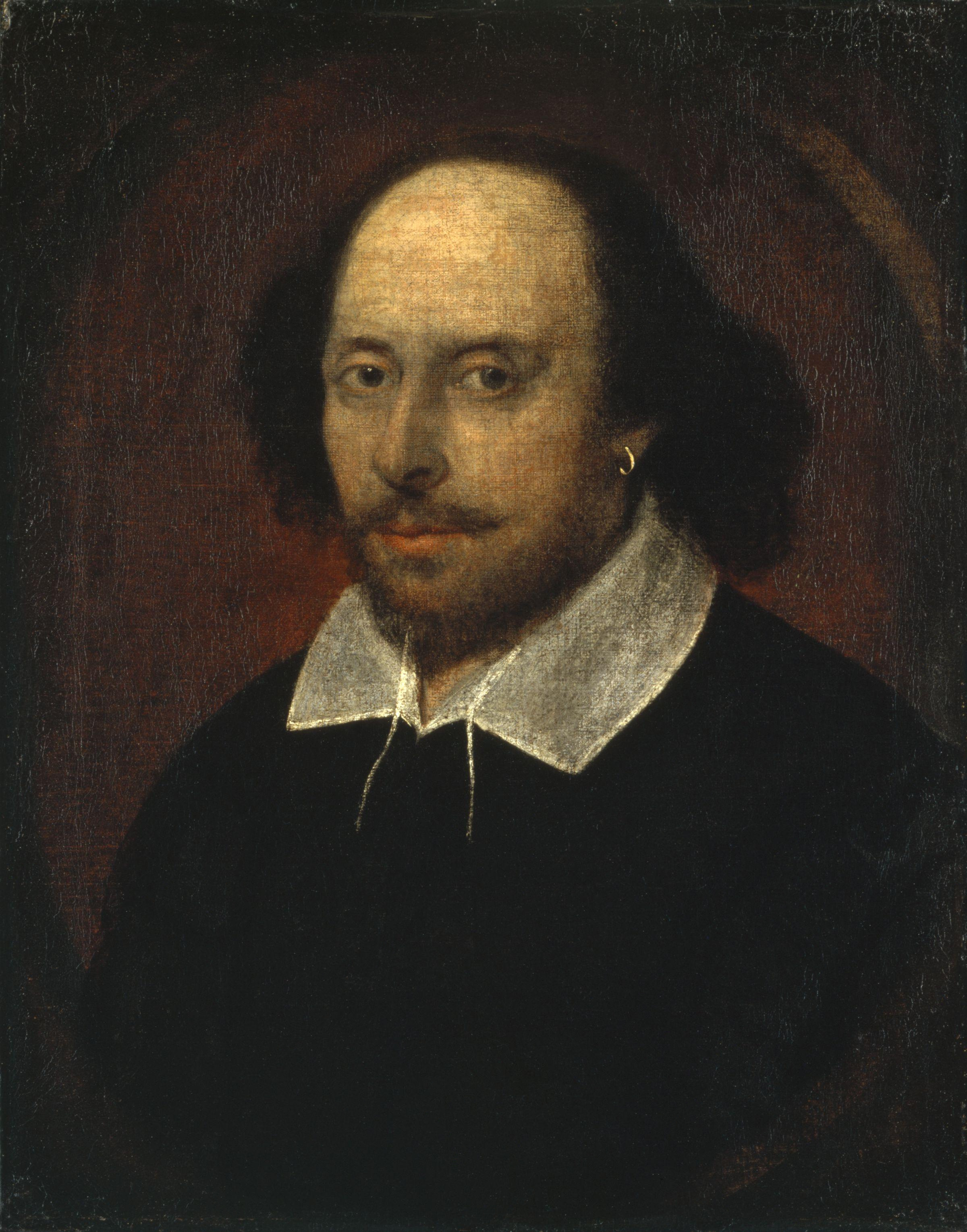
El retrato Chandos, que se cree que fue pintado por Taylor

Supuestamente Taylor creó el retrato Chandos entre 1600 y 1610, el cual se cree que representa a William Shakespeare.

Para la década de 1620, Taylor era miembro de la Worshipful Company of Painter-Stainers (Honorable Compañía de Pintores y Tintores), un gremio de artistas londinense, con al menos seis aprendices entre 1626 y 1648. Taylor se convirtió en una figura importante dentro de la compañía, llegando a ocupar los puestos de Guardián de Rentas (1632-1633), Guardián Superior (1635-1636) y Maestro (1643-1644).

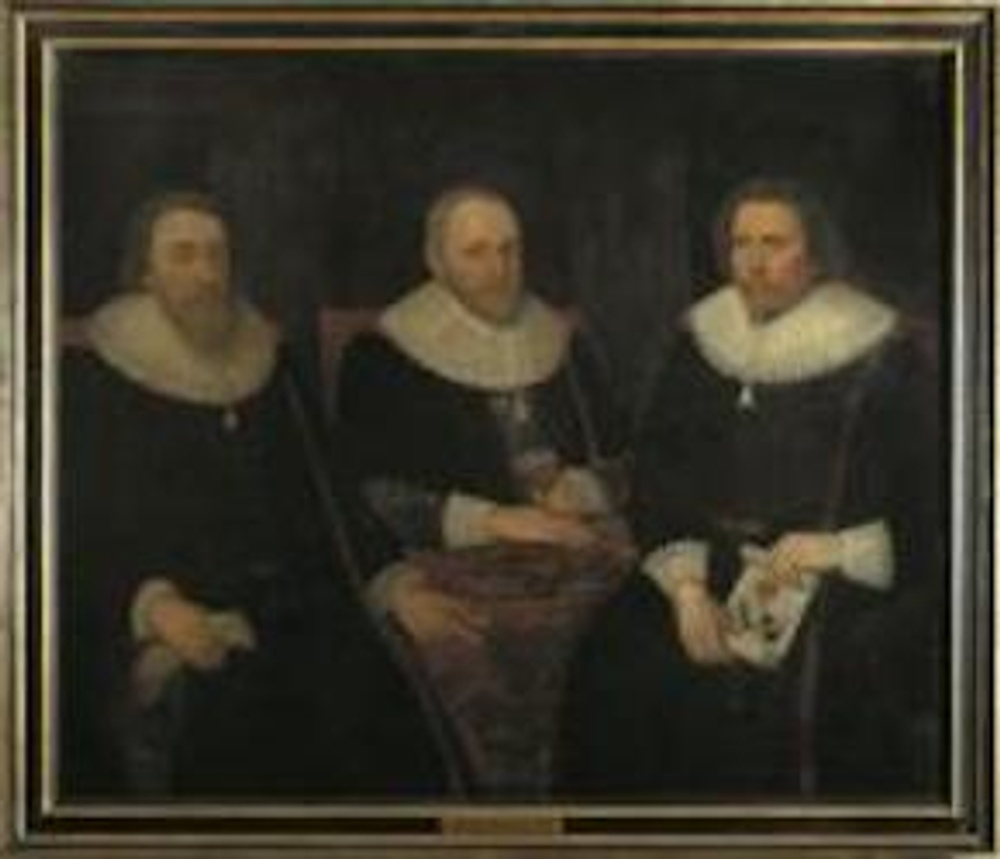
El Grupo Potkin (1632): el Renter Warden (Guardián de Rentas) John Taylor (izquierda), el Master (Maestro) John Potkin (medio) y el Upper Warden (Guardián Superior) Thomas Carleton (derecha)

## Últimos años y fallecimiento
En 1632 se creó un retrato de Taylor en su calidad oficial de Guardián del «Grupo Potkin», el cual se encuentra en la colección de la compañía.
Taylor falleció en 1653.